# Sint-Catharinakerk (Singel)
De Sint-Catharinakerk, bijnaam 'Geloof, Hoop en Liefde', was een kerk aan het Singel. 

## Statie 'Geloof, Hoop en Liefde'
Vanouds bevond zich een rooms-katholieke statie aan het einde van de Nieuwezijds Voorburgwal, Boommarkt geheten. Deze was gewijd aan Catharina van Alexandrië, maar droeg de bijnaam 'Geloof, Hoop en Liefde'. Aangezien de statie bouwvallig was en het bouwen van publieke kerkgebouwen niet langer verboden, ging men in het begin van de negentiende eeuw plannen maken voor de bouw van een nieuwe kerk.

## Kerk
Pastoor Gerardus Antonius van der Lugt (1775-1855) wist de hand te leggen op het voormalige West-Indisch Binnenhuis aan het Singel, dat als kazerne in gebruik was. Ondanks tegenwerking ging op 1 augustus 1817 de eerste heipaal (van 385 stuks) de grond in. Tijdens de bouw kwam men al geld te kort, koning Willem I der Nederlanden, die toch al op stichting had aangedrongen zou 10.000 hebben bijgedragen. In februari 1820 kon het gebouw worden ingewijd. Het is niet met zekerheid bekend wie de architect was van deze kerk. Het betrof een gebouw in classicistische stijl. Van binnen had het drie beuken. Het torentje was, vanwege de combinatie van een vierkant onderstuk, een open cilinder en een afsluitend koepeltje, duidelijk geïnspireerd op die van het oude Stadhuis (1648-1664) van Jacob van Campen. 
In 1827 werd serieus overwogen om het gebouw te bestemmen tot Kathedraal van Amsterdam in verband met de plannen voor de oprichting van een gelijknamig nieuw bisdom, waarvoor de kerk dan vergroot zou moeten worden. In 1853 werd het gebouw door architect Theo Molkenboer uitgebreid met een transept. In de jaren twintig van de 20e eeuw kwamen de eerste vragen omtrent behoud van de kerk. Een verzoek om het gebouw de monumentenstatus te verlenen werd niet ingewilligd. Op 31 december 1933 werd de kerk gesloten en verkocht aan de Hollandsche Societeit van Levensverzekeringen. De kerk werd gesloopt in 1939. In 1967 werd op de lege plaats de Universiteitsbibliotheek van de Gemeentelijke Universiteit gebouwd.